# Bojana Švertasek
Bojana Švertasek (Zagreb, 28. svibnja 1952.) hrvatska je kiparica, keramičarka, fotografkinja, likovna pedagoginja. Oblikuje keramičke i staklene skulpture minimalističkih oblika, rustičnih površina i organskih asocijacija.

## Životopis
Odrasla je u obitelji umjetnika (otac Ivan Švertasek). Diplomirala je slikarstvo 1977. na Akademiji likovnih umjetnosti u Zagrebu (klasa Nikole Reisera), gdje je 1979. završila grafičku specijalku (Frane Baće). Poslijediplomski studij završila je 1985. u Posebnom atelijeru za staklo na Akademiji primijenjenih umjetnosti u Pragu. Od 1976. do 2024. izlagala je na više od 160 skupnih, autorskih i ocjenjivačkih izložbi u zemlji i inozemstvu. Od 2003. do umirovljenja predavala je na keramičkom odjelu Škole za primijenjenu umjetnost i dizajn u Zagrebu.

## Stvaralaštvo
Neke od izložbi i ciklusa radova su: Oblici ,1981., Kap po kap, 1988., Mediteranski ciklus,1994., Plavi kamen, 1987.; Suvenir, 2000.